# سنت اسمارته

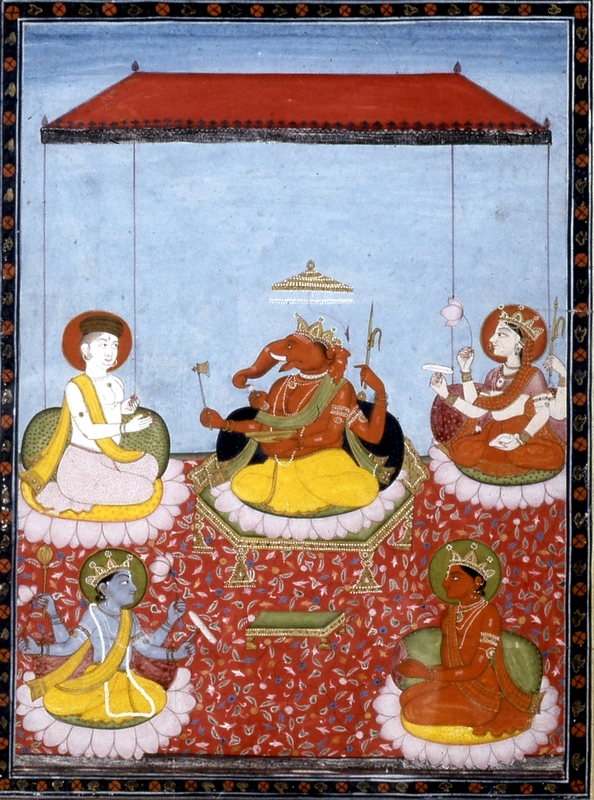
پنج ایزد اصلی مورد پرستش اسمارته‌باوران در یک نشست پنج‌ایزده: گانش در میانه، شیوا (چپ بالا)، دوی یا دورگا (راست بالا)، ویشنو (چپ پایین)، و سوریا (راست پایین).

سنت اسمارته یکی از شاخه‌های هندوئیسم است. پیروان این سنت متون موسوم به یادآورده‌ها (اسمرتی) را مبنا قرار می‌دهند. سنت اسمارته دوگانه‌پرست نیست و یگانه‌گرا است. اسمارته‌باوران پرستش اشکال مهم خدا یعنی گانش، شیوا، ویشنو، سوریا، و اسکاندا را می‌پذیرند. سنت اسمارته طریقتی همراه با مراقبه و فلسفه است و به‌طور کل به عنوان آیینی آزادگرا و غیرفرقه‌گرا دانسته می‌شود. هر اسمارته‌باور آزاد است آن شکل از خدا را که می‌خواهد بپرستد و از آن شکل ایزدی درخواست کمک برای رهایی از چرخه تولدهای ادواری کند.
مهم‌ترین جوامع اسمارته‌ای در جنوب هند زندگی می‌کنند ازجمله ایه‌رگه‌های تامیل نادو و نامبوتیری‌ها در کرالا.